# دراج هیلدبراند
دراج هیلدبراند (نام علمی: Pternistis hildebrandti) نام یک گونه از سرده دراج‌های کبکی است.